# 2009年澳洲熱浪

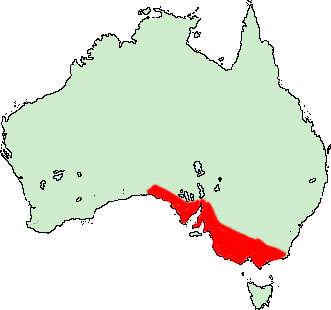
2009年澳洲熱浪分布區域

2009年澳洲熱浪是澳洲的維多利亞州和南澳州有氣溫記載150年以來最炎熱的熱浪襲擊，其中墨爾本市氣溫自2009年1月28日開始至2月3日一直保持在40攝氏度以上，維多利亞州部分地區更是錄得48度高溫。熱浪導致澳洲政府損失高達1億澳元以上，25人因為天氣過度炎熱死亡，墨爾本等大城市的城市捷運系統多班停止運行。交通運輸，建築行業，電力是此次熱浪受到衝擊最大的行業。

## 經濟影響
此次熱浪被認為是對身處與全球金融海嘯中的澳洲經濟的一次打擊。熱浪持續數日導致城市交通系統陷入嚴重的癱瘓狀態中，墨爾本市多處捷運系統的路軌嚴重變形，需要工作人員使用水龍頭將路軌降溫，導致控制墨爾本市捷運的CONNEX公司損失慘重。由於持續的高溫，墨爾本和阿德萊德等大城市的多處建築工地停工，工期被迫拖延，令多個建築公司蒙受損失。熱浪對於電力行業的影響巨大，根據維多利亞州工商總會指出，2009年1月30日墨爾本市北部部分地區大停電，導致超過50萬居民以及商戶無電可用，損失巨大。
熱浪襲擊維多利亞州時，正值著名的澳洲網球公開賽在墨爾本如火如荼的進行中，進一步導致澳網多個比賽時間被迫調整，令世界各地的電視轉播機構不得不臨時調整轉播時間，並且多位著名運動員亦提出不滿，包括費達拿等巨星，而澳網主賽場的羅德·拉沃競技場亦在部分比賽中關閉頂棚，全場被迫開啟空調。

## 死亡人數
根據澳洲的部分傳媒報道，熱浪導致的死亡人數截止2009年2月4日多達25人。其中大部分為老年人，過度的炎熱導致年老體弱人士產生心臟病等幷發癥死亡。而年齡最小的受害者是一位24歲的青年，當時其正在有軌電車的車站等車，在突然休克后被路人送至醫院不治身亡。

## 熱浪原因
產生熱浪的原因是多方位的。自2000年以來，歐洲，北美，亞洲，澳洲等頻頻發生被嚴重熱浪襲擊的狀況，汽車尾氣的排放所產生的溫室效應以及因為多方位原因的全球變暖是導致熱浪的主要原因。澳洲總理陸克文在澳洲熱浪發生后再次呼籲全球應對全球氣候變化加深關注并及早解決日後人類必須面對的這一問題。
另一方面，由於維多利亞州和南澳洲州位於地中海氣候帶與副熱帶的交叉地帶，亦極易產生熱浪。